# Conjunto denso
Em topologia, um subconjunto S de um espaço topológico X diz-se denso em X, se o fecho de S é igual a X, isto é, todo ponto de X é um ponto limite de S, ou equivalentemente, S é denso em X se qualquer vizinhança de qualquer ponto de X contiver um elemento de S.

## Definição
Seja {\displaystyle X} um espaço métrico, {\displaystyle S} um subconjunto de {\displaystyle X}. Se a topologia de {\displaystyle X} é induzida pela métrica, o fecho de {\displaystyle S} é definido pela união de todos os seus pontos limites 
{\displaystyle {\overline {S}}=S\cup \left\{\lim _{n\to \infty }a_{n}\mid a_{n}\in S{\text{ para todo }}n\in \mathbb {N} \right\}}
e {\displaystyle S} é denso em {\displaystyle X} se 
{\displaystyle {\overline {S}}=X}.
Para um espaço topológico X qualquer, o fecho de S pode ser definido como o menor conjunto fechado {\displaystyle {\overline {S}}} tal que {\displaystyle S\subseteq {\overline {S}}}, e um conjunto S é denso em X se não existe um subconjunto C próprio fechado de X tal que {\displaystyle S\subseteq C}.

## Propriedades
- Todo conjunto aberto {\displaystyle X\subset \mathbb {R} ^{n}} contém um subconjunto enumerável denso em {\displaystyle X}.[2]

- Densidade é uma propriedade transitiva, de forma que dados conjuntos A, B e C, com A denso em B e B denso em C, então A é denso em C.

## Exemplos
- Qualquer espaço topológico é um subconjunto denso de si próprio.
- (0,1) é denso em [0,1]
- {\displaystyle \mathbb {Q} } e {\displaystyle \mathbb {R} \backslash \mathbb {Q} } são ambos densos em {\displaystyle \mathbb {R} }, pois entre dois reais quaisquer, sempre existem, pelo menos, um racional e um irracional, do que podemos concluir que existe uma infinidade de racionais e outra de irracionais entre dois reais quaisquer.